# Anna Kutkowska
Anna Kutkowska (Zabrze, 26 februari 1978) is een Poolse actrice.